# 本当の嘘
「本当の嘘」（ほんとうのうそ）は、Plastic Treeのメジャー2枚目のシングル。1998年2月15日発売。発売元はワーナーミュージック・ジャパン。

## 概要
前作『割れた窓』から約8ヶ月半ぶりのシングル。8cmCDシングルとして発売された。

## 収録曲
1. 本当の嘘 [4:30]
  - 作詞：Ryutaro、作曲：Tadashi、編曲：Plastic Tree
  - PVが製作されており、PV集『二次元ヲルゴール』に収録された。
  - テレビ東京系ドラマ『うしろの百太郎』1998年2-3月度エンディングテーマ。
2. アブストラクト マイ ライフ [4:16]
  - 作詞・作曲：Tadashi、編曲：Plastic Tree
  - インディーズ時代のアルバム『Strange fruits -奇妙な果実-』収録曲「変化」をアレンジ・再構築した楽曲。
3. 本当の嘘 -Instrumental- [4:28]

## 収録アルバム
- オリジナル『Puppet Show』（#1）
- ベスト『Single Collection』（#1、#2）
- ベスト『ALL TIME THE BEST』（#1）